# Cilunculus galeritus
Cilunculus galeritus là một loài nhện biển trong họ Ammotheidae. Loài này thuộc chi Cilunculus. Cilunculus galeritus được miêu tả khoa học năm 1991 bởi Nakamura & Child.